# João Ribeiro (futebolista)
João da Rocha Ribeiro (Porto, 13 de Agosto de 1987) é um futebolista português, que começou a sua carreira de jogador no FC Porto B, passou pela Naval 1º de Maio, pelo clube cipriota Frenaros FC 2000 e pela Académica de Coimbra. Em seguida jogou no Vitória de Guimarães durante uma época e foi para o Orduspor, por empréstimo outra época. Voltou mais duas épocas para o Vitória de Guimarães. Actualmente é jogador do Sporting Clube Olhanense.